# Marie Pak Kun-agi
Pour les articles homonymes, voir Sainte Marie et Pak.
Marie Pak Kun-agi (en coréen 박큰아기 마리아) est une laïque chrétienne coréenne, martyre et sainte, née en 1786 à Séoul en Corée, morte décapitée le 3 septembre 1839 à côté de Séoul.
Reconnue martyre et béatifiée en 1925 par le pape Pie XI, elle est solennellement canonisée à Séoul par Jean-Paul II le 6 mai 1984 avec 102 autres martyrs de Corée. 
Sainte Marie Pak Kun-agi est fêtée le 3 septembre et le 20 septembre.

## Biographie
Marie Pak Kun-agi naît en 1786 à côté de Séoul. Elle naît plus précisément à Hanyang, dans une belle demeure. 
Marie Pak est la sœur aînée de Lucie Pak Hui-sun, qui est choisie comme dame d'honneur de la reine, puis se convertit au catholicisme, et se retire de la cour pour aller vivre chez un neveu.
C'est là que Marie Pak va la rejoindre, pour vivre avec sa jeune sœur. Marie Pak elle aussi se convertit au catholicisme ; l'histoire de sa conversion n'est pas connue, mais il semble que c'est dû à l'influence de sa sœur cadette.
Marie et Lucie Pak vivent tranquillement ensemble, jusqu'aux persécutions. Le 15 avril 1839, la police investit leur maison. À la suite de Lucie, Marie et les autres catholiques partent gaiement en prison. Elles y sont interrogées et torturées, surtout Lucie. Ensuite les deux sœurs passent aux mains du juge, qui les fait torturer également, sans arriver non plus à leur faire renier leur foi.
Marie Pak souffre beaucoup et est condamnée à mort comme sa sœur. Mais la loi interdit d'exécuter deux membres de la famille le même jour, elle et sa sœur sont donc séparées. Lucie Pak est exécutée le 24 mai 1839. 
Marie Pak Kun-agi doit attendre quatre mois de plus pour être exécutée à son tour. Elle est décapitée le 3 septembre 1839 à l'extérieur de Séoul, à la Petite porte de l'Ouest,.

## Canonisation
Marie Pak Kun-agi est reconnue martyre par décret du Saint-Siège le 9 mai 1925 et ainsi proclamée vénérable. Elle est béatifiée (proclamée bienheureuse) le 5 juillet suivant par le pape Pie XI.
Elle est canonisée (proclamée sainte) par le pape Jean-Paul II le 6 mai 1984 à Séoul en même temps que 102 autres martyrs de Corée,. 
Sainte Marie Pak Kun-agi est fêtée le 3 septembre, jour anniversaire de sa mort, et le 20 septembre, qui est la date commune de célébration des martyrs de Corée.